# Alpski kozorog
Alpski kozorog (lat. Capra ibex) je vrsta kozoroga koja živi na Alpama.

## Opis i stanište
Hrani se biljem. Većinom ima smeđo-sivo krzno. Mužjaci narastu do 101 centimetra u visinu i teže do 117 kg. Ženke narastu do 84 centimetra u visinu i teže do 32 kilograma.
Dlaka im mijenja boju ovisno o godišnjem dobu - ljeti je kraća crvenkastosiva, a zimi je duža i žućkastosiva. Oba spola imaju rogove, no različitog su izgleda. Kod mužjaka su duži od metra, izražene prstenastosti i teški i do 15 kg, dok ženke imaju slabo naborane roščiće dugačke 25 do 30 cm. Rogovi kod mužjaka dosežu znatne proporcije već s oko 2 godine starosti.

## Rasprostranjenost
Žive u Alpama - u Švicarskoj, Francuskoj, Austriji, Njemačkoj, Italiji i Sloveniji. Procjenjuje se da ih je preko 15 000.

## Vanjske poveznice
|  | Zajednički poslužitelj ima još gradiva o temi Alpski kozorog |
|  | Wikivrste imaju podatke o taksonu Alpskom kozorogu           |